# Torii Sosen

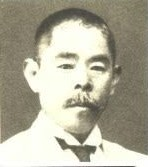
Torii Sosen

Torii Sosen (japanisch 鳥居 素川, eigentlich Torii Teruo; geboren 3. August 1867 in der Präfektur Kumamoto; gestorben 10. März 1928) war ein japanischer Journalist der Meiji- und Taishō-Zeit.

## Leben und Wirken
Torii Sosen studierte in Tōkyō an der „Doitsu kyōkai gakkō“ (獨逸学協会学校). 1890 nahm er seine Arbeit bei der Zeitung „Nihon“ auf, die bekannt war für ihre nationalistische Einstellung. Er wurde bekannt für seinen scharfsinnig-kritischen Standpunkt der Regierungspolitik gegenüber. 1897 wechselte er zur Zeitung „Ōsaka Asahi Shimbun“.
Toriis Zeitungsbeiträge waren einflussreich, was die Förderung verschiedener Strömungen während der sogenannten Taishō-Demokratie anging. 1918 wurde er vom Kabinett des Terauchi Masatake angeklagt, gegen das Pressegesetz von 1909 verstoßen zu haben. Im Rahmen dieses „Ōsaka-Asahi-Hikka-Zwischenfalls“ musste er zurücktreten.
1919 brachte er, zusammen mit Kollegen, die die Zeitung verlassen hatten, die „Taishō Nichinichi Shimbun“ (大正日日新聞) heraus, die sich aber nicht auf dem Markt durchsetzen konnte. Danach zog Torii sich aus der journalistischen Tätigkeit zurück.